# Saint-Symphorien-de-Lay
Saint-Symphorien-de-Lay is een gemeente in het Franse departement Loire (regio Auvergne-Rhône-Alpes). De plaats maakt deel uit van het arrondissement Roanne. Saint-Symphorien-de-Lay telde op 1 januari 2022 1.976 inwoners.
De relais de poste royal de la Tête Noire is een voormalige halteplaats voor postkoetsen. Het gebouw dateert uit de vijftiende eeuw.

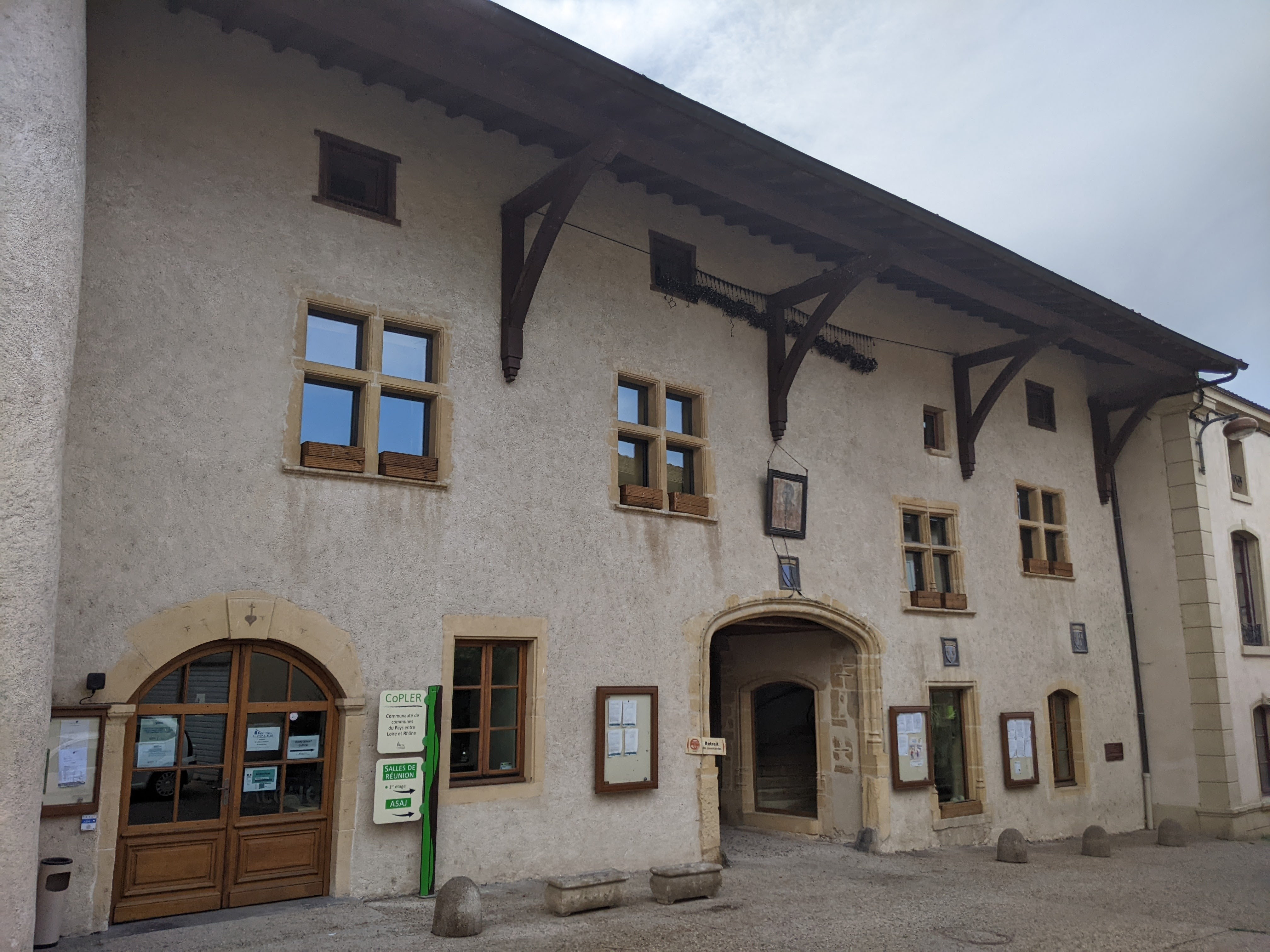
Relais de la Tête Noire

## Geografie
De oppervlakte van Saint-Symphorien-de-Lay bedroeg op 1 januari 2022 33,57 vierkante kilometer; de bevolkingsdichtheid was toen 58,9 inwoners per km².

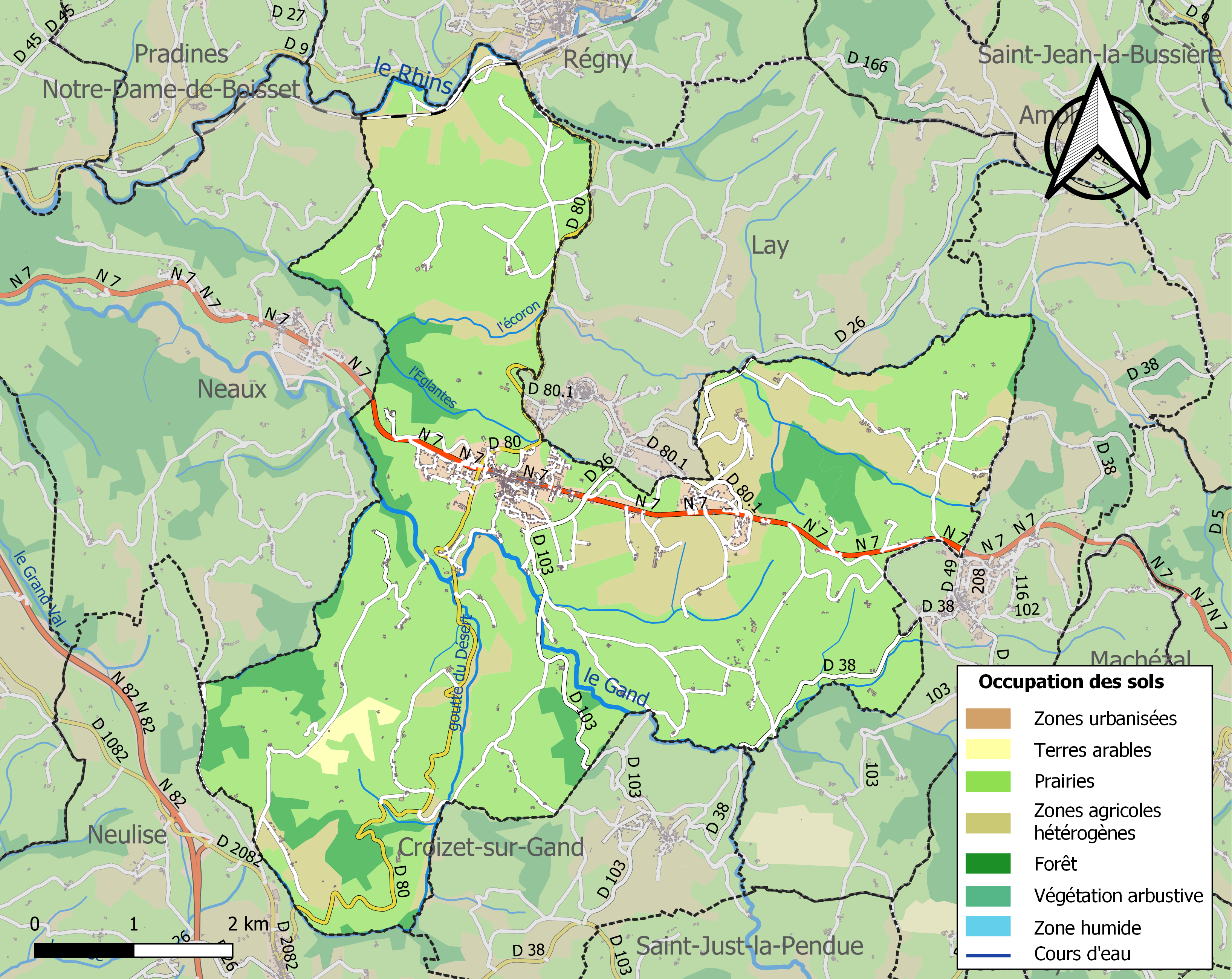
Kaart van de gemeente met de belangrijkste infrastructuur, bodemgebruik en omliggende gemeenten

## Demografie
Onderstaande figuur toont het verloop van het inwonertal (bron: INSEE-tellingen).